# Claude Martin (aventurier)
Pour les articles homonymes, voir Martin et Claude Martin.
Claude Martin, dit Major Martin, né à Lyon (France) le 4 janvier 1735 et mort à Lucknow (Inde) le 13 septembre 1800 est un soldat français de la Compagnie française des Indes orientales, puis de la Compagnie anglaise des Indes orientales (CAIO). Il amasse une grande fortune qu'il dédia à la création, après sa mort, de trois écoles, toutes appelées La Martinière, à Calcutta, Lucknow et Lyon.

## Biographie
Claude Martin naît dans une famille d'artisans lyonnais d'un premier mariage entre Fleury Martin et Anne Vaginay ; il a pour frère ainé Christophe. Du remariage de son père avec Jeanne-Marie Martinet, le 11 février 1736, il a aussi 6 demi-frères et 3 demi-sœurs : Louis, Pierre, Christophe, Jean-Jacques... ; Fleurie, Magdeleine et
Françoise.
Il commence son apprentissage de tisserand mais, désireux de faire fortune, il s'enrôle, en 1751, dans la Compagnie française des Indes orientales et s'embarque le 9 décembre, à Lorient, à destination de Pondichéry où il arrive le 20 juillet de l'année suivante.
Il sert dans la compagnie à Pondichéry et Porto-Novo, et se retrouve sous les ordres de Lally-Tollendal en 1758. Cependant, jugeant que la France n'a plus guère d'avenir en Inde, il décide de poursuivre son œuvre de bâtisseur seul en 1760 et propose ses services à Eyre Coote, le commandant des forces britanniques, rejoignant la Compagnie Française Libre.
Vers cette période il pense à son retour en France et acquiert une vaste propriété à Charbonnières-les-bains sur laquelle il demande à son demi-frère Christophe de lui construire une vaste maison qu'il n'habitera finalement jamais.
À partir de 1760, il restera quasiment toujours au service de la Compagnie anglaise des Indes orientales (CAIO), gravissant les échelons : enseigne en 1763, lieutenant l'année suivante, capitaine en 1766, major en 1779, colonel honoraire en 1793, pour terminer major général en 1795. Cependant sa nationalité – il choisira de garder sa nationalité française jusqu'à sa mort - lui interdit de toucher les mêmes émoluments que les Britanniques de même grade.
En 1765, il est nommé percepteur en Awadh et est cantonné à Lucknow. Il découvre ainsi la région et la ville où il passera l'essentiel du reste de sa vie. Renvoyé de l'armée de la CAIO en 1767, il reste en Inde employé comme géomètre pour faire des relevés cartographiques dans le nord de l'Inde. Il est réengagé en 1769 et continue son travail de géomètre au service de la CAIO dans le nord-est. Tandis qu'il relève les plans du Cooch Behar, en 1773, il tombe malade, ayant des calculs dans la vessie qui le feront souffrir tout le reste de sa vie et qui seront probablement à l'origine de sa mort, un quart de siècle plus tard.
Il adopte son premier enfant indien, Boulone (appelée aussi Lise) âgée de neuf ans, en 1775. L'année suivante, il est nommé directeur de l'arsenal de Lucknow. Il s'opère lui-même, avec succès, de ses calculs de la vessie, par les voies naturelles ; il écrit un mémoire décrivant son mode opératoire et l'envoie au Royal College of Surgeon de Londres, où il n'est pas pris au sérieux car on doute qu'il ait pu faire cette opération lui-même.
Martin est un homme du siècle des Lumières et il se tient au courant des inventions qui sont produites en Europe. Il fait par exemple la première démonstration d'une montgolfière à Lucknow en 1785, moins de deux ans après le premier vol en France, ce qui est remarquable compte tenu du temps que mettent les informations pour circuler de l'Europe vers l'Inde.
Il reprend du service actif en 1791 et accompagne Lord Cornwallis comme aide de camp lors de la Troisième guerre du Mysore puis retourne à Lucknow après la chute de Seringapatam. C'est pendant cette campagne, informé des évènements qui se déroulent en France, qu'il prend la décision de ne pas rentrer en Europe et de terminer ses jours en Inde, contrairement à ses amis Antoine-Louis Polier, qui sera assassiné à Avignon par des brigands en 1795, et Benoît de Boigne, qui se réfugie en Angleterre pendant la Révolution. En 1794, il se porte volontaire pour conduire la cavalerie du Nabab de l'Awadh contre les Rohillas révoltés, ce qui lui vaut sa dernière promotion de major général.

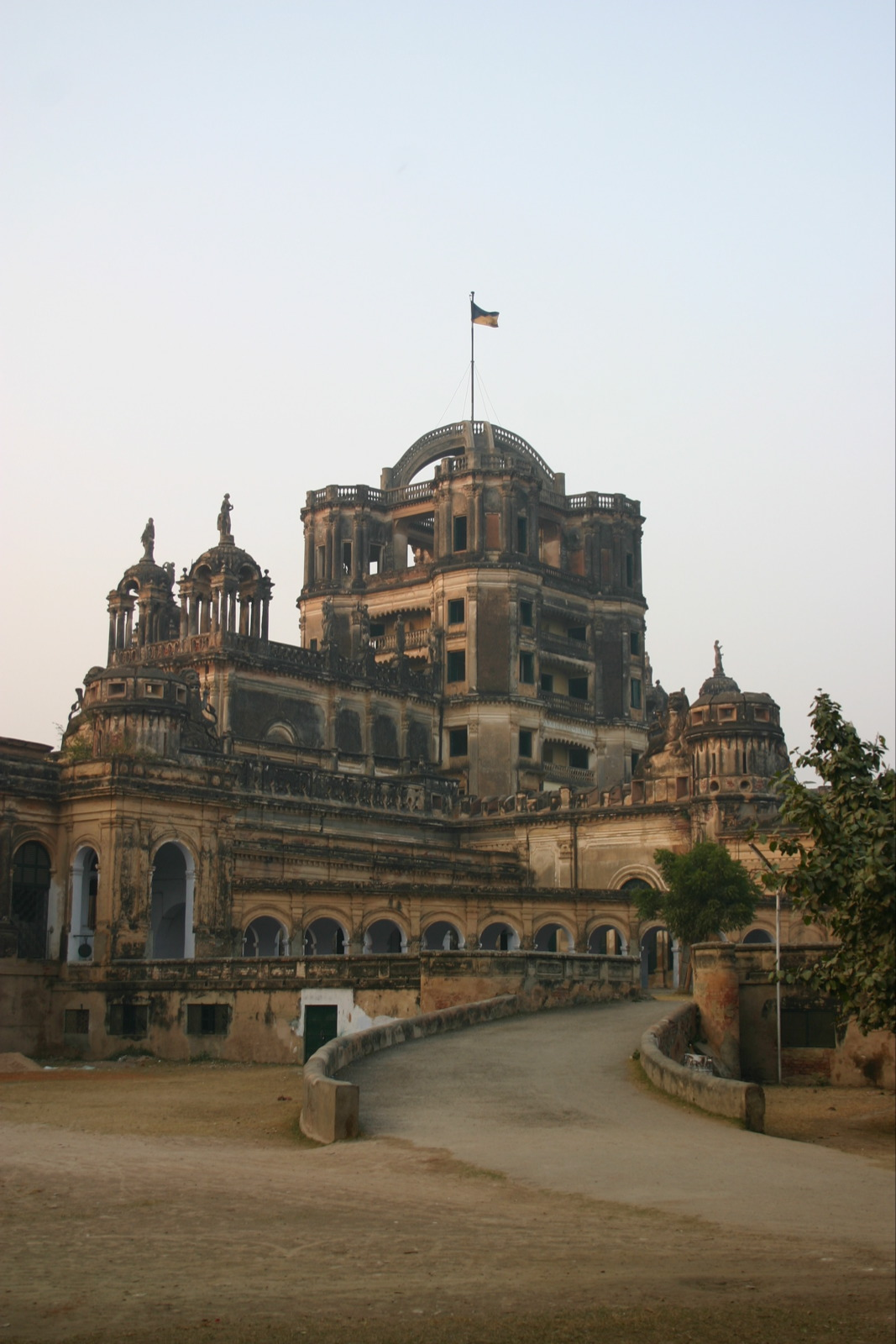
La Martinière, Constantia, Lucknow, Inde

À la suite de sa décision de ne pas rentrer en Europe, plutôt en Angleterre d'ailleurs, où il avait décidé de passer sa retraite, qu'en France, il utilise une partie de la fortune colossale, peut-être la plus importante amassée par un Européen en Inde, pour faire bâtir un palais, Constantia, d'après sa devise Labore et Constantia ; le palais, bien que largement achevé en 1795, ne sera pas complètement terminé à son décès.
Sentant sa santé se dégrader, il présente, le 1er janvier 1800, un testament à la signature où il prévoit l'utilisation de sa fortune après sa mort, en particulier la création de cinq écoles (Écoles de La Martinière), deux à Lucknow et deux à Calcutta (une pour les garçons et une pour les filles) et enfin une dans sa ville natale de Lyon, écoles qui existent toujours, celle de Lucknow étant dans les murs de Constantia.
L'école La Martinière de Lyon sera très novatrice du point de vue pédagogique, inventant par exemple l'utilisation de l'ardoise, technique portant d'ailleurs le nom de méthode ou procédé La Martinière.
Il meurt le 13 septembre 1800. Sa tombe, au sous-sol du palais qu'il s'est fait construire à Lucknow porte l'épitaphe qu'il a lui même rédigée : « Ici repose Claude Martin, né à Lyon en 1735, venu aux Indes en qualité de simple soldat et mort général-major ».

## Hommage
Lucknow comprend sur le domaine de Constancia un village appelé Martin Purwa en son hommage.
Au cimetière de Loyasse, sa mémoire est aussi rappelée sur le tombeau de son frère Louis Martin.
La Fresque des Lyonnais, situé à Lyon, à l'angle de la rue de la Martinière et du quai Saint-Vincent, représente Claude Martin parmi les 24 célébrités historiques sélectionnées.
Il est l'une des quatre personnalités représentées sur le Monument aux Grands Hommes de la Martinière, place Gabriel-Rambaud, à Lyon.
La Rue du Major Martin lui est dédiée.

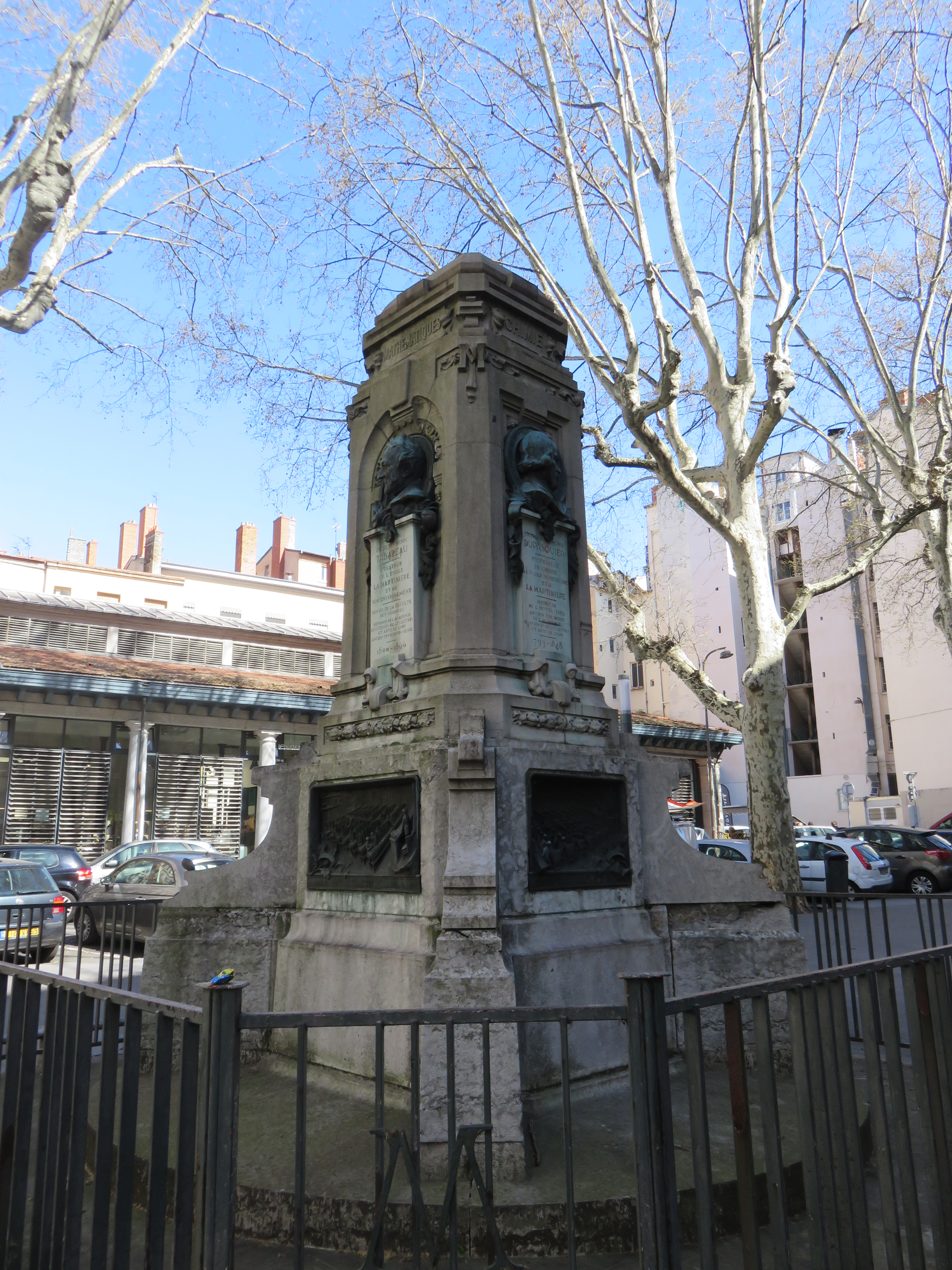
Lyon 1er, Place Gabriel Rambaud - Monument aux Grands Hommes de la Martinière.
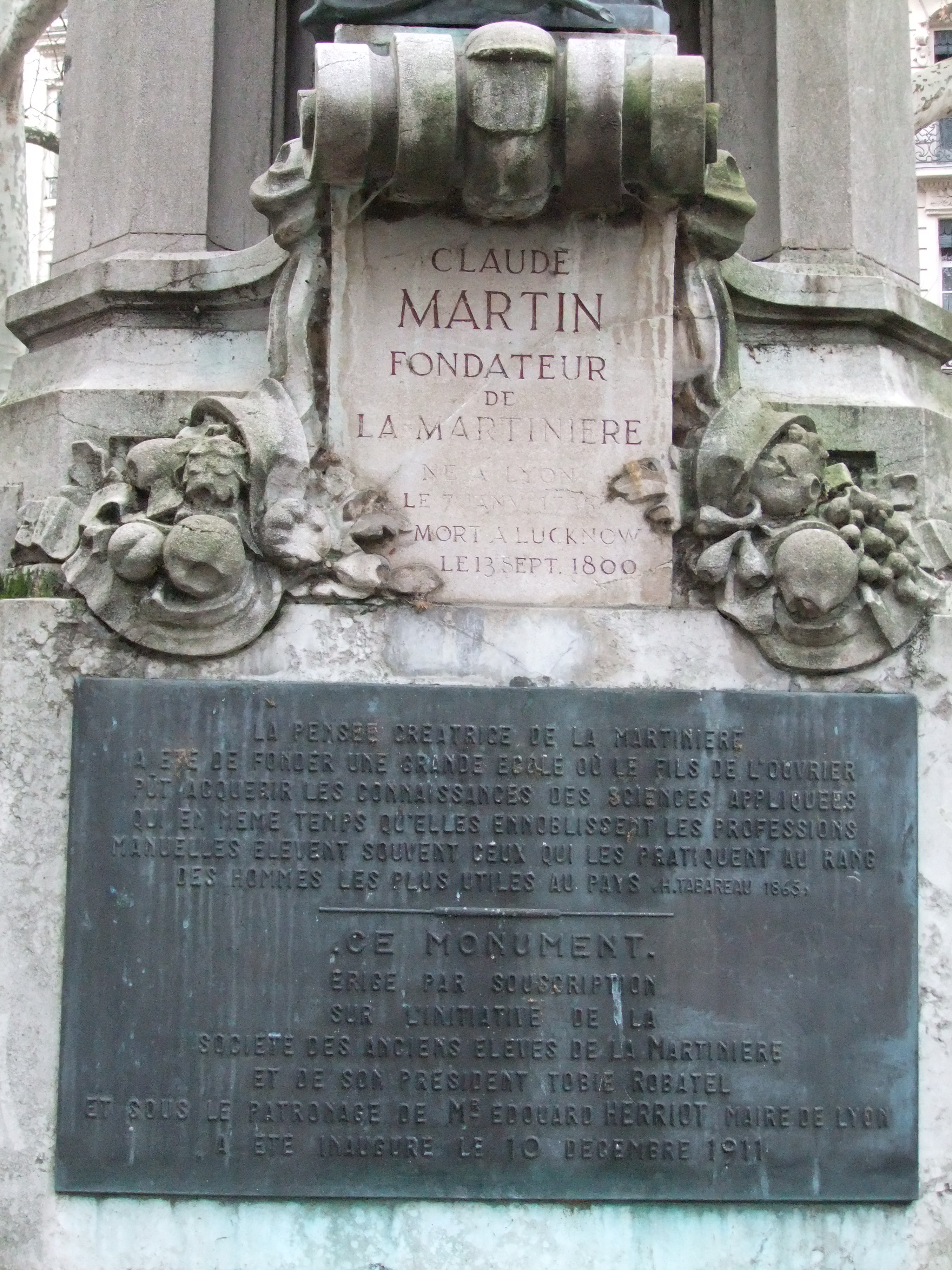
Monument aux Grands Hommes de la Martinière, plaque Claude Martin.
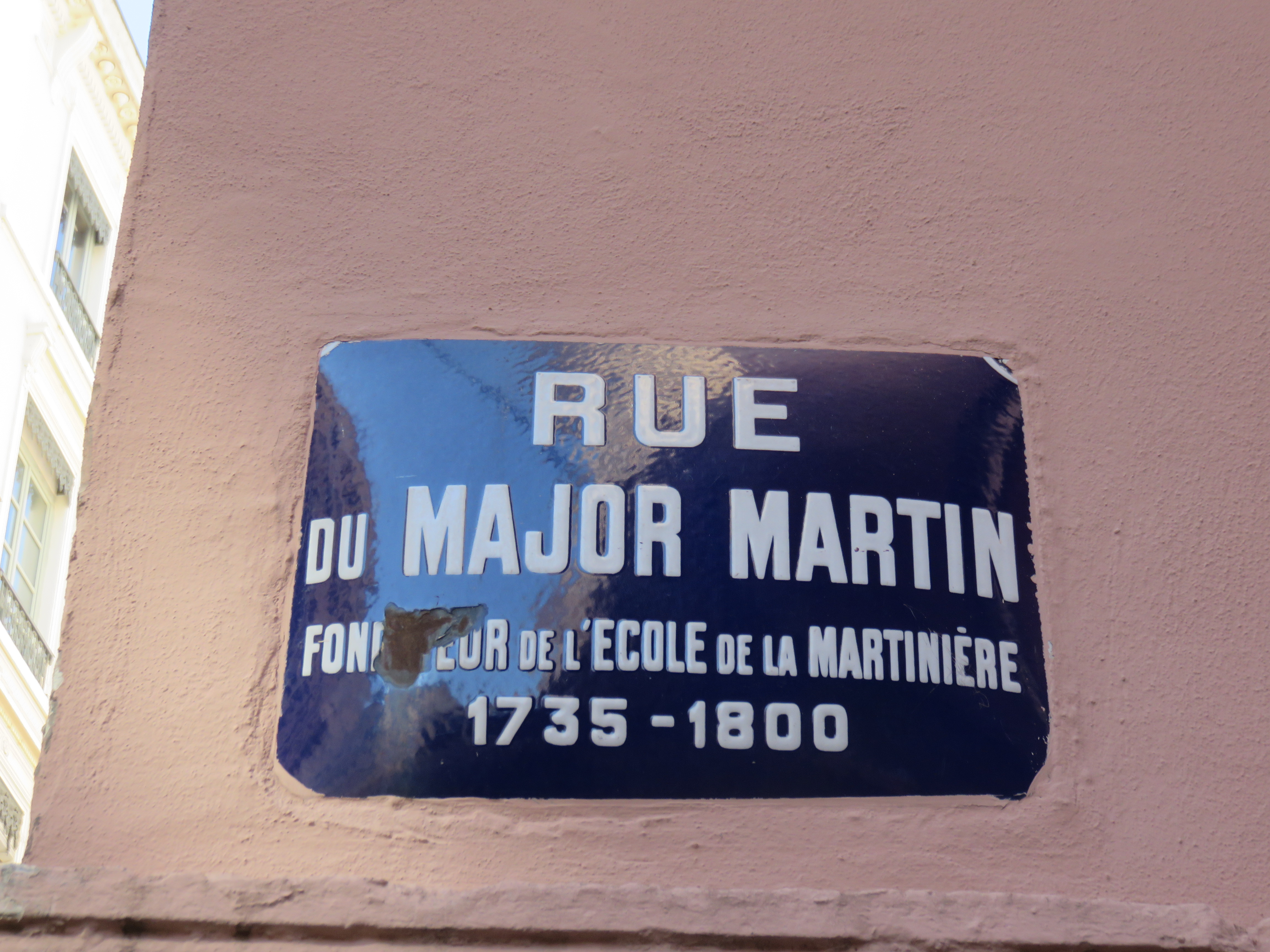
Lyon 1er, plaque rue du Major Martin.
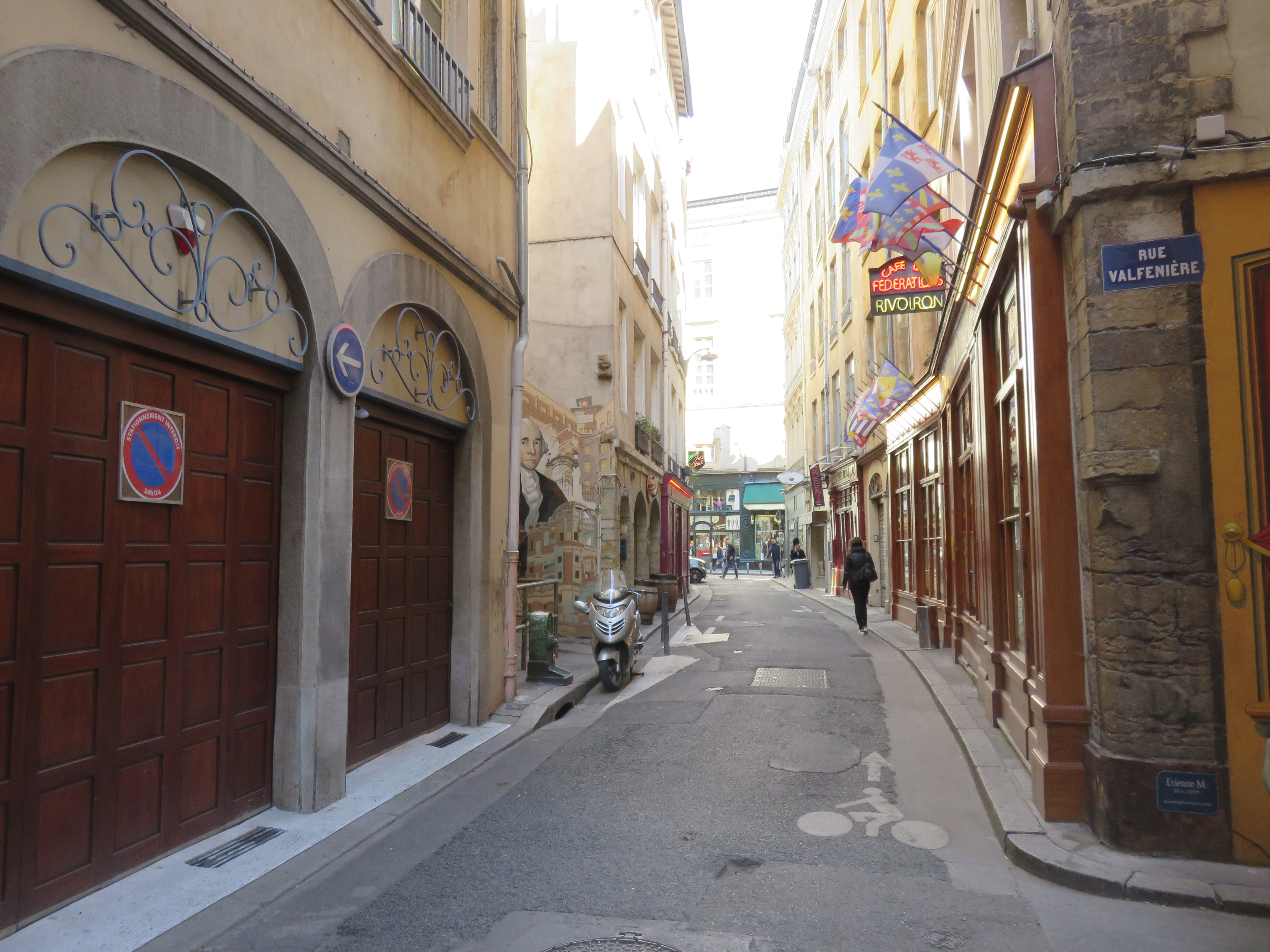
Lyon 1er, Rue du Major Martin.
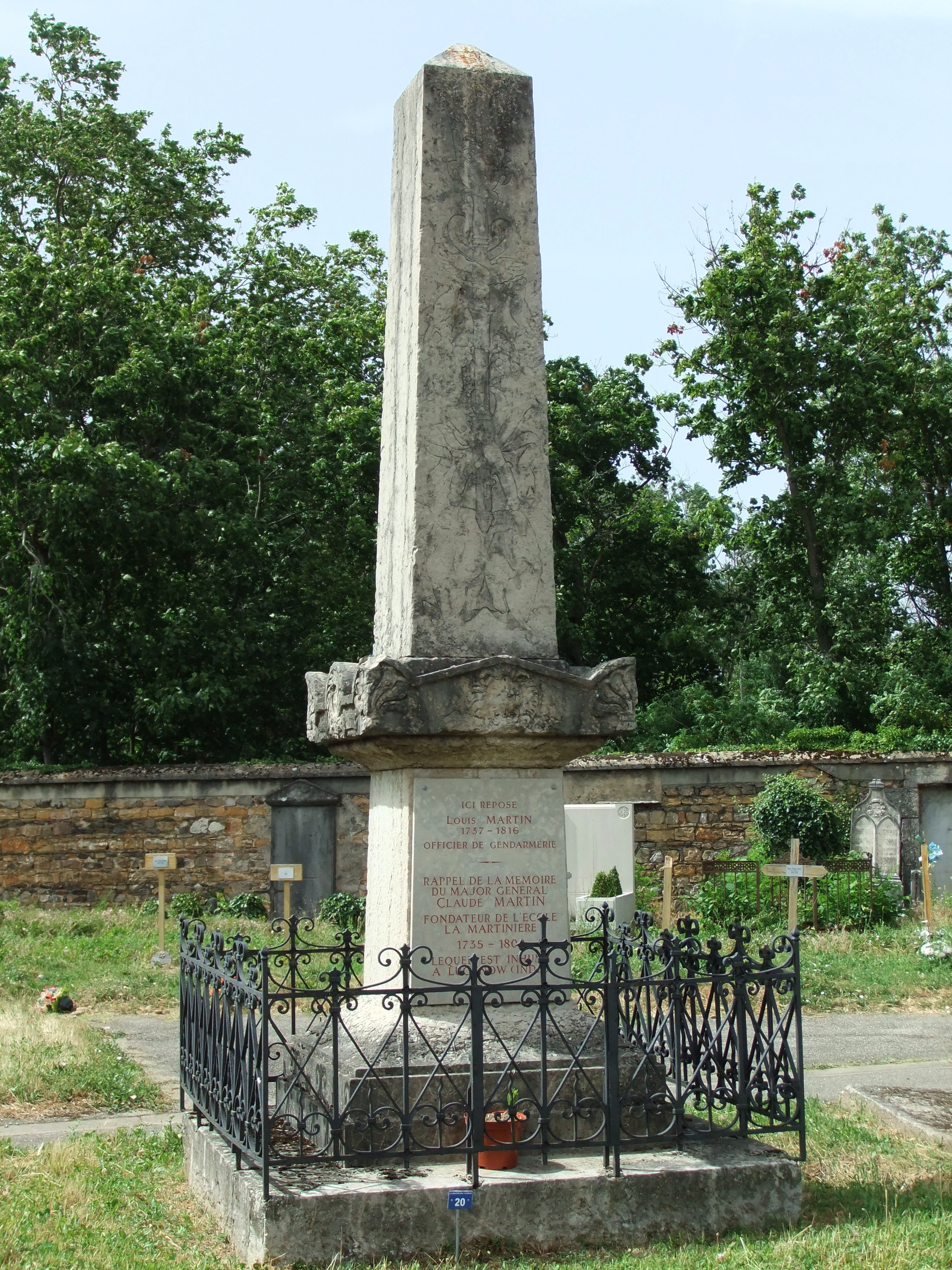
Lyon 5e, Cimetière de Loyasse - Hommage à Claude Martin.

## Correspondance
Les Archives du département du Rhône et de la métropole de Lyon conservent environ 200 lettres du major Martin, en anglais, envoyées entre 1793 et 1799, à « Mrs William et Thomas Raikes et Co, London ». 